# Dišeča tramovka
Dišeča tramovka (znanstveno ime Gloeophyllum odoratum) je gliva iz rodu tramovk (Gloeophyllum).

## Značilnosti
Gobe so najprej gomoljaste, kasneje postanejo poličaste. Široke do 20cm. Lahko rastejo samostojno ali pa v skupinah. Zgornja stran mladih primerkov je žametasta in obarvana rumeno do oranžno-rjavo, starejše gobe postanejo plešaste in spremenijo barvo v temnejše odtenke rjave ali celo črne. Ker raste več let, so pri starejših gobah opazna območja nove rasti, ki so izbočena in svetlejše barve. Spodnja stran je v mladosti porozna in rumena, kasneje porjavi. Luknjice večletnih gob so razporejene v več plasteh.
Meso je rjavo in plutasto z značilnim vonjem po janežu ali komarčku.

### Podobne vrste
Podobni sta ji sivorjava tramovka (Gloeophyllum sepiarium) in hojeva tramovka (Gloeophyllum abietinum), ki nimata značilnega vonja.

### Mikroskopske značilnosti
Trosi so brezbarvni, gladki, eliptični in veliki 6-8 x 3,5-5 μm.

## Razširjenost in življenjski prostor
Dišeča tramovka raste na zelo starih, debelih štorih iglavcev. Lahko tudi na razgaljenih koreninah ali 
v deblih, zakopanih v zemljo. Predvsem na smreki, najdemo pa ga lahko tudi na jelki, macesnu in boru.
Razširjen je po vsej severni polobi, v Evropi je tipična vrsta smrekovih gozdov in je bil prvotno omejen na visokogorje, kasneje pa se je razširil tudi na druga območja gojenja smreke.

## Uporabnost
Neužitna.
V laboratorijskih poskusih slovenskih raziskovalcev so izvlečki por komarčka pokazali zaviralni učinek na trombin, tripsin in cisteinske proteinaze.

## Galerija slik
- Trosnjak
- Trosi